# Exit-Gletscher
Der Exit-Gletscher ist ein 6,4 km langer, vom Harding Icefield genährter Gletscher in den Kenai Mountains im US-Bundesstaat Alaska.
Der Gletscher liegt im Kenai-Fjords-Nationalpark, knappe 15 km nordwestlich von Seward. Sein Abfluss ist unbenannt und mündet in den Resurrection River, der zur Resurrection Bay am Golf von Alaska fließt.
Der Name hat seinen Ursprung im „Ausgang“ (englisch exit) der ersten aufgezeichneten Überquerung des Harding Icefields im Jahr 1968.